# Farol da Senhora da Luz
O Farol da Senhora da Luz, é um farol português, já desactivado, classificado como Imóvel de Interesse Municipal (IIM), que se localiza no Monte da Luz, lugar privilegiado, cuja vista se estende da barra do Douro até Espinho, na freguesia da Foz do Douro, cidade do Porto.
O farol era constituído por uma pequena torre hexagonal no cimo de um torreão quadrangular no lado Oeste de um edifício de dois andares, encimado por uma lanterna verde, hoje já retirada e substituída por um telhado.
Foi construído junto da Ermida da Senhora da Luz, à época existente no mesmo local.
Parece seguro afirmar-se que este foi o primeiro farol propriamente dito que existiu na costa Portuguesa.
No afloramento granítico foram recentemente descobertas um conjunto de gravuras rupestres.

## História

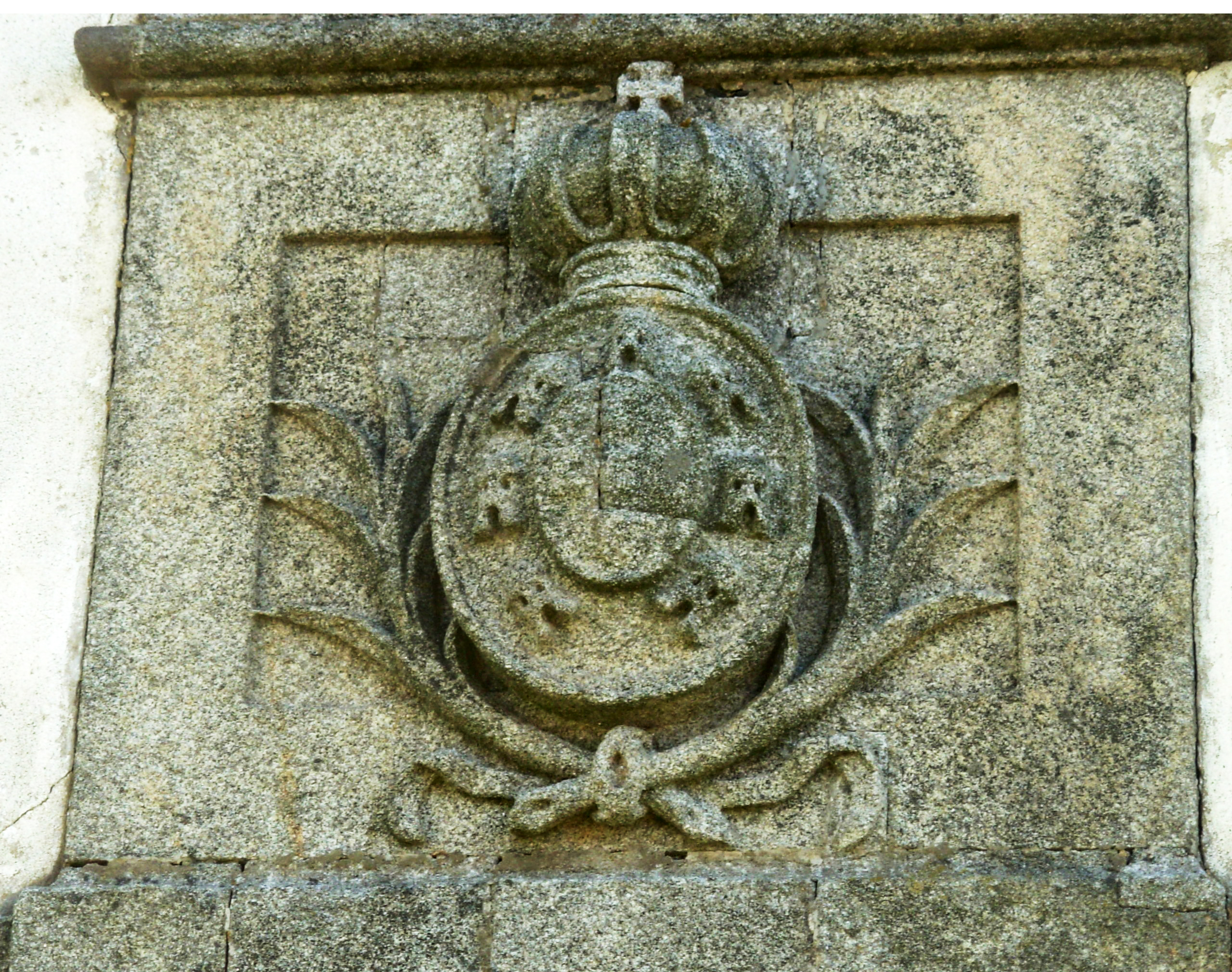
Brasão de Armas

O Farol da Senhora da Luz, existiria já desde os finais do século XVII, mantido pela boa vontade da confraria do mesmo nome.
Em 1758, 1 de Fevereiro, por alvará do Marquês de Pombal é determinada a construção de um farol devido as dificuldades de entrada no Rio Douro.
Em 1761 estava construído e já dotado de uma estrutura capaz de lhe granjear a designação de farol, sendo assim, o primeiro farol que existiu na costa portuguesa.
Em 1814 foi destruído por um raio, mas foi recuperado e sucessivamente modernizado.
Em 1865 foi substituído o antigo aparelho com candeeiros de Argand e reflectores parabólicos, por uma óptica de Fresnel de 4ª ordem.
Em 1913, 18 de Dezembro, é iniciada uma modernização deste farol, o qual passa a emitir clarões de cinco em cinco segundos, com o alcance de trinta e oito milhas, tendo dirigido estas obras de beneficiação o oficial de Marinha A. Newparth.
Quanto à data da sua desactivação, há algumas divergências. Segundo a Marinha Portuguesa, terá sido desactivado em 1926, devido à entrada em funcionamento do Farol de Leça, indicando J. Teixeira de Aguilar, o ano de 1927, pelas mesmas razões, já o IPPAR e o IHRU indicam o ano de 1945 como o ano da sua desactivação, devido às obras de modernização do Farolim de Felgueiras.

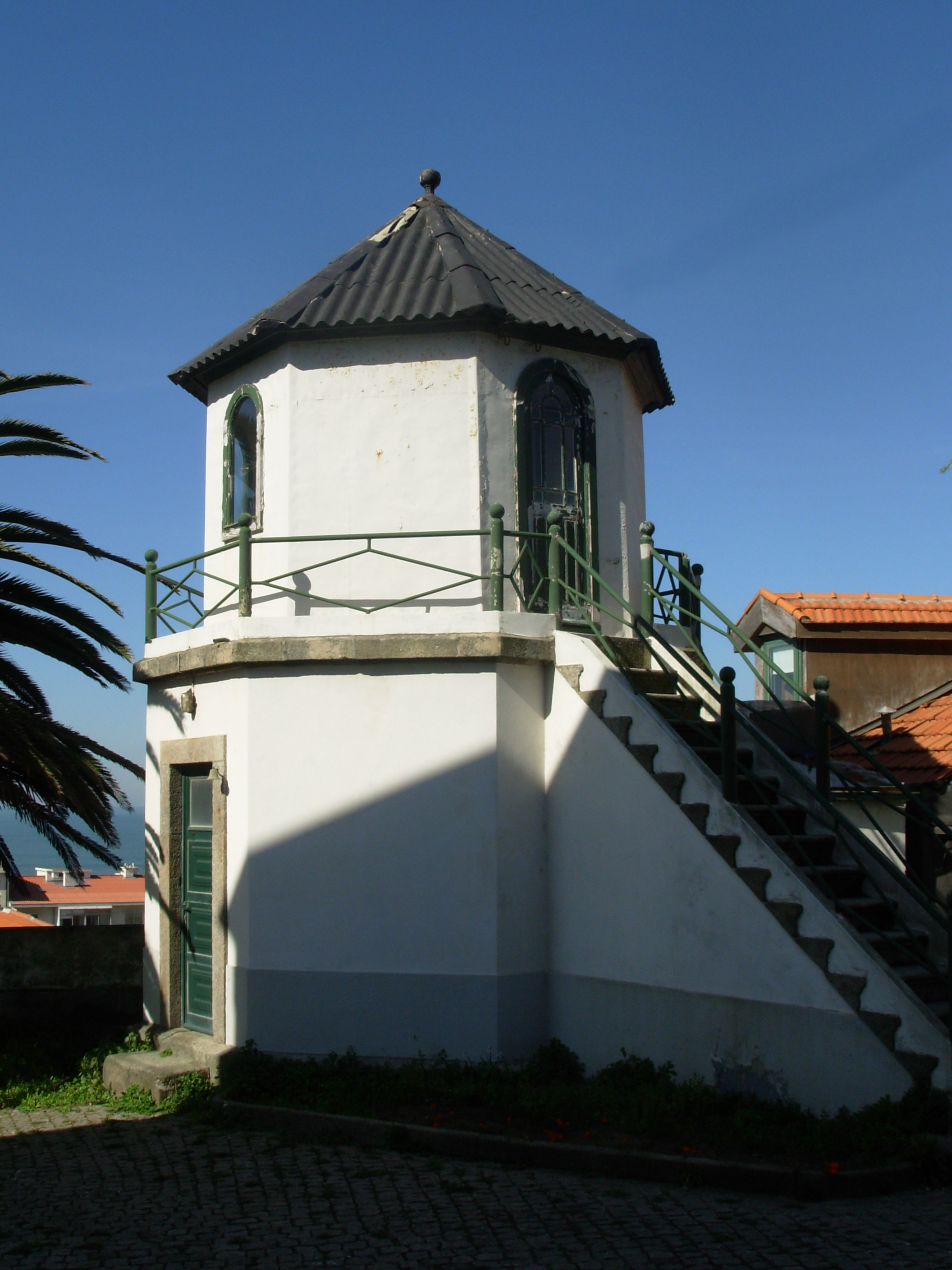
Torre Octogonal

## Torre octogonal
Afastado deste cerca de cinco metros existe uma pequena torre octogonal, de dois pisos, em alvenaria revestia a reboco caiado de branco, com cinco metros de altura. Possui uma pequena e íngreme escada exterior em pedra, com guardas de ferro.

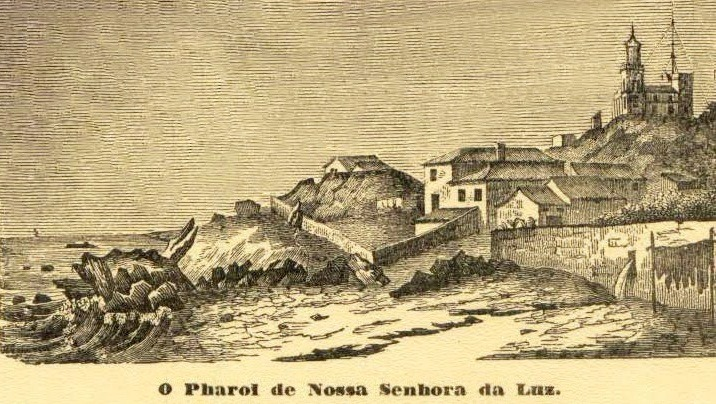
Litografia do século XIX
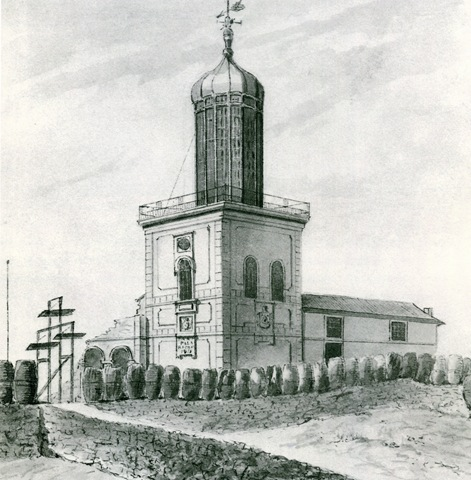
Ilustração de 1833
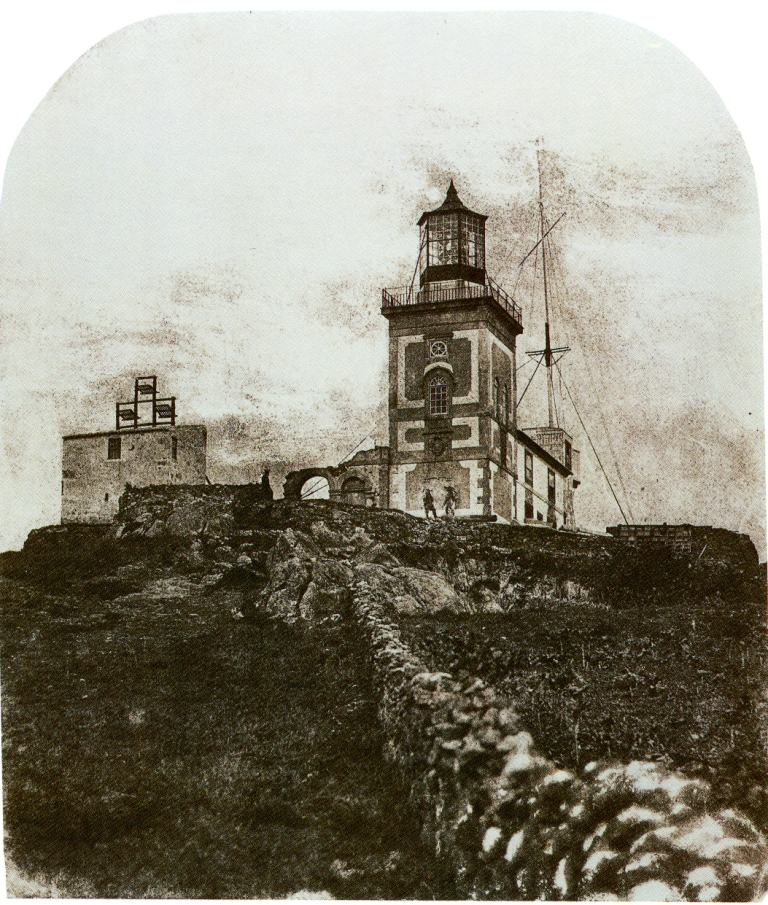
Fotografia c.1858
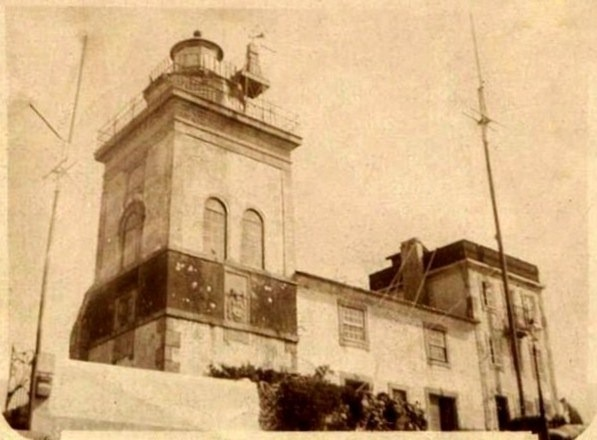
Postal ilustrado c.1925

## Informações
- Operacional: Farol histórico
- Acesso: R. do Monte da Luz
- Aberto ao público: Só área envolvente
- Classificação: IIM - Imóvel de Interesse Municipal
- Outras designações: Farol de Nossa Senhora da Luz, Farol da Luz, Farol do Monte da Luz.
- Nº IPA: PT011312050080